# EIF6
EIF6 (англ. Eukaryotic translation initiation factor 6) – білок, який кодується однойменним геном, розташованим у людей на короткому плечі 20-ї хромосоми.  Довжина поліпептидного ланцюга білка становить 245 амінокислот, а молекулярна маса — 26 599.
| 10         |  | 20         |  | 30         |  | 40         |  | 50         |
| ---------- |  | ---------- |  | ---------- |  | ---------- |  | ---------- |
| MAVRASFENN |  | CEIGCFAKLT |  | NTYCLVAIGG |  | SENFYSVFEG |  | ELSDTIPVVH |
| ASIAGCRIIG |  | RMCVGNRHGL |  | LVPNNTTDQE |  | LQHIRNSLPD |  | TVQIRRVEER |
| LSALGNVTTC |  | NDYVALVHPD |  | LDRETEEILA |  | DVLKVEVFRQ |  | TVADQVLVGS |
| YCVFSNQGGL |  | VHPKTSIEDQ |  | DELSSLLQVP |  | LVAGTVNRGS |  | EVIAAGMVVN |
| DWCAFCGLDT |  | TSTELSVVES |  | VFKLNEAQPS |  | TIATSMRDSL |  | IDSLT      |

A: Аланін

C: Цистеїн

D: Аспарагінова кислота

E: Глутамінова кислота

F: Фенілаланін

G: Гліцин

H: Гістидин

I: Ізолейцин

K: Лізин

L: Лейцин

M: Метіонін

N: Аспарагін

P: Пролін

Q: Глутамін

R: Аргінін

S: Серин

T: Треонін

V: Валін

W: Триптофан

Кодований геном білок за функцією належить до факторів ініціації. 
Задіяний у таких біологічних процесах як біосинтез білка, біогенез рибосом. 
Локалізований у цитоплазмі, ядрі.